# Eduard Hiiop
Eduard Hiiop (* 7. Dezemberjul. / 19. Dezember 1889greg. in Valga; † nach dem 24. August 1941) war ein estnischer Eiskunstläufer, Leichtathlet und Tennisspieler.

## Biografie
Eduard Hiiop wurde als Sohn von Jaan Hiop (* 1840) und seiner Ehefrau Susanne (geb. Berkhold, * 1956) in Livland geboren. Er begann seine vielseitige sportliche Karriere 1908 in Tartu, u. a. im Radrennsport und der Leichtathletik. Ab 1912 konzentrierte er sich in Tallinn vor allem auf Leichtathletik, Eiskunstlauf und Tennis. Große Erfolge feierte er im russischen Reich, zu dem Livland und Estland bis 1918 gehörten, im Weitspringer, später dann in der unabhängigen Republik Estland. Am Ersten Weltkrieg und am Estnischen Freiheitskrieg nahm er als Soldat teil.
Hiiop war bei den Olympischen Winterspielen 1928 Fahnenträger der estnischen Mannschaft, nahm jedoch nicht an den Spielen teil. Bei den Olympischen Winterspielen 1936 belegte er zusammen mit Helene Michelson im Paarlauf-Wettkampf den 18. Platz. Er gewann acht Meistertitel in dieser Disziplin und war darüber hinaus auch als Leichtathlet aktiv. So wurde er 1921 und 1923 estnischer Meister im Standweitsprung sowie 1918 mit der 4-mal-100-Meter-Staffel, 1920 über 100 Meter, 1918 und 1920 über 110 Meter Hürden. Auch als Zehnkämpfer trat er an.
Daneben war Hiiop auch als Tennisspieler und später Trainer erfolgreich. Nach seiner aktiven Sportlerkarriere arbeitete Hiiop als Trainer und Sportfunktionär in Helsinki (1937–1939) und Tallinn (1940/41).
Im August 1941 wurde Hiiop von den sowjetischen Besatzungsbehörden in Tallinn verhaftet und wahrscheinlich hingerichtet.
Eduard Hiiop war der Vater des estnischen Tennisspielers Heldur Hiop (1928–1998).